# Цепеш-Воде (Бреїла)
Цепеш-Воде (рум. Țepeș Vodă) — село у повіті Бреїла в Румунії. Входить до складу комуни Мовіла-Міресій.
Село розташоване на відстані 145 км на північний схід від Бухареста, 28 км на захід від Бреїли, 137 км на північний захід від Констанци, 42 км на південний захід від Галаца.

## Населення
За даними перепису населення 2002 року у селі проживали 954 особи. Рідною мовою 950 осіб (99,6%) назвали румунську.
Національний склад населення села:
| Національність | Кількість осіб | Відсоток |
| -------------- | -------------- | -------- |
| румуни         | 948            | 99,4%    |
| цигани         | 5              | 0,5%     |